# Nils Petrus Althin
Nils Petrus Althin (ofta bara N.P. Althin), född 24 november 1853 i Södra Sandby församling, Malmöhus län, död 15 april 1942 i Stockholm, var en svensk byggmästare.

## Biografi
Althin utbildade sig 1875–1879 vid dåvarande Slöjdskolan (sedermera Tekniska skolan) i Stockholm. Därefter följde studier i byggnadskonst i Tyskland, Italien och Grekland. Han praktiserade inom de olika yrkena i byggbranschen vilket senare gav honom respekt och förtroende hos sina arbetare. 1877 inträdde han i byggyrket och blev den 4 mars 1891 godkänd som byggmästare av byggnadsnämnden i Stockholm. 1899 erhöll han burskap och 1905 blev han murmästare (mästare nummer 200) i Murmestare Embetet.
Althin utövade en omfattande byggverksamhet mellan 1882 och 1925 i Stockholm och andra platser i Sverige. Han uppträdde då ofta som byggherre, det vill säga uppförde byggnader för egen räkning som han sedan sålde. Han nedlade sin byggverksamhet 1925 och anlitades därefter som bland annat sakkunnig i byggfrågor och besiktningsman för byggentreprenader både i privata som offentliga sammanhang. I hans arbetsområden ingick även rollen som skiljedomare i en mängd entreprenadtvister runtom i landet. Han var ledamot av Stockholms handelskammares skiljenämnd för handel, industri och sjöfart samt ledamot i skolrådet, kyrkorådet och kyrkofullmäktige. Under första världskriget var han utsedd konsulent vid Statens Järnvägar för ordnandet av godstrafiken under krigsåren.
Althin fann sin sista vila på Norra begravningsplatsen där han gravsattes den 22 april 1942 i familjens gravkor. Han var gift med Sophie-Louise Henrikson (1842-1921) som vilar i samma grav.

### Uppförda byggnader (urval)

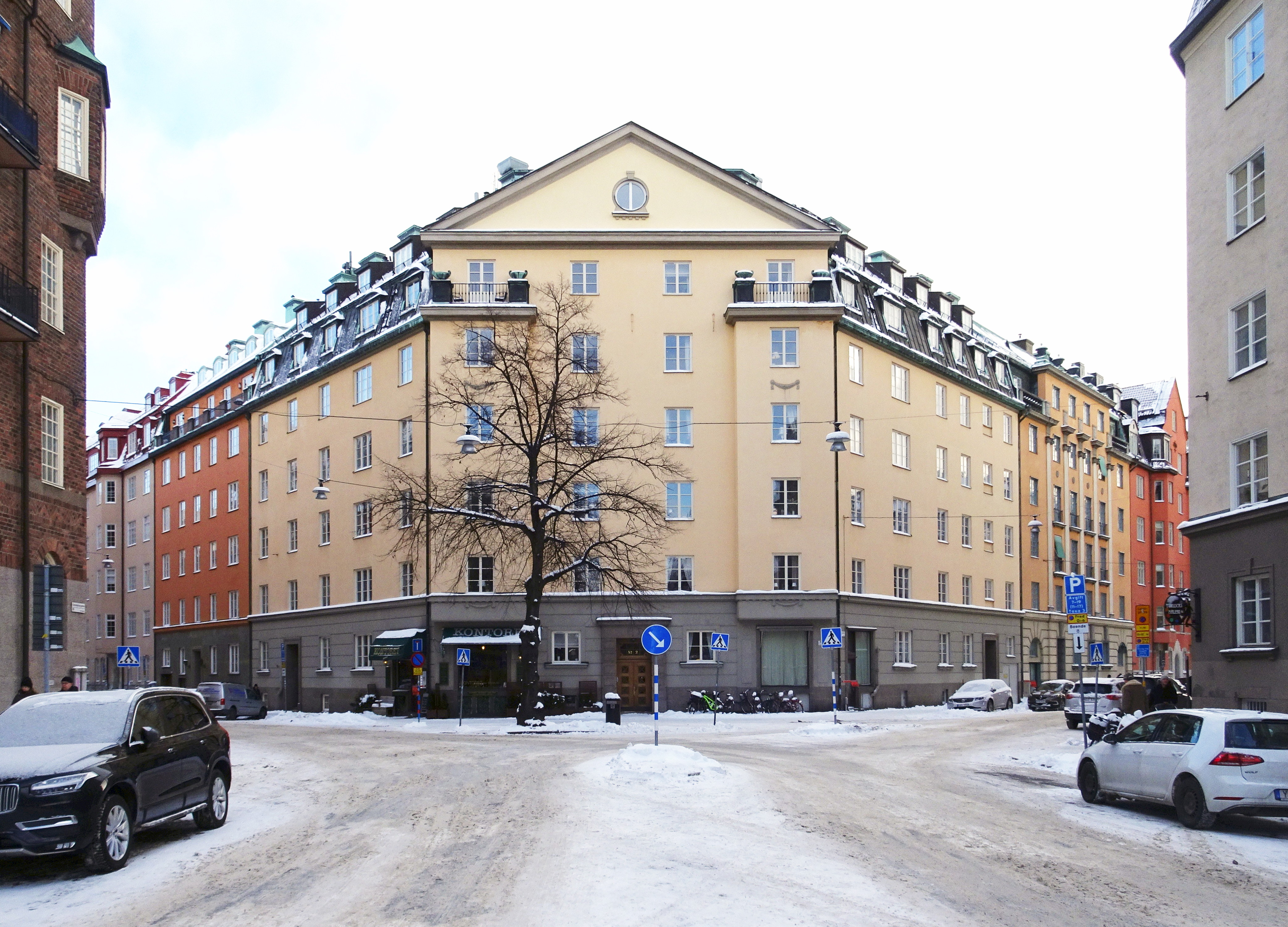
Djursborg 13, arkitekt Josef Östlihn, byggherre och byggmästare N.P. Altin.

- Väderkvarnen 4 (Brunnsgatan 28), 1884.
- Planeten 7 (Observatoriegatan 23), 1886.
- Nedre Vätan 4 (Norrlandsgatan 47), 1887.
- Stolmakaren 7 (Döbelnsgatan 65), 1888.
- Restaurant Bogesunds slott, 1891.
- Grundläggaren 6 (Tulegatan 25), 1892
- Viksbergs tegelbruk, 1896-1896.
- Villa Grevilli, Lidingö, 1907-1908.
- Gardisten 4 (Strandvägen 59), 1915.
- Djursborg  12 (Östermalmsgatan 95), 1925.
- Djursborg 13 (Bältgatan 2 / Östermalmsgatan 93), 1925.
- Djursborg 14 (Bältgatan 6), 1925.

## Noter

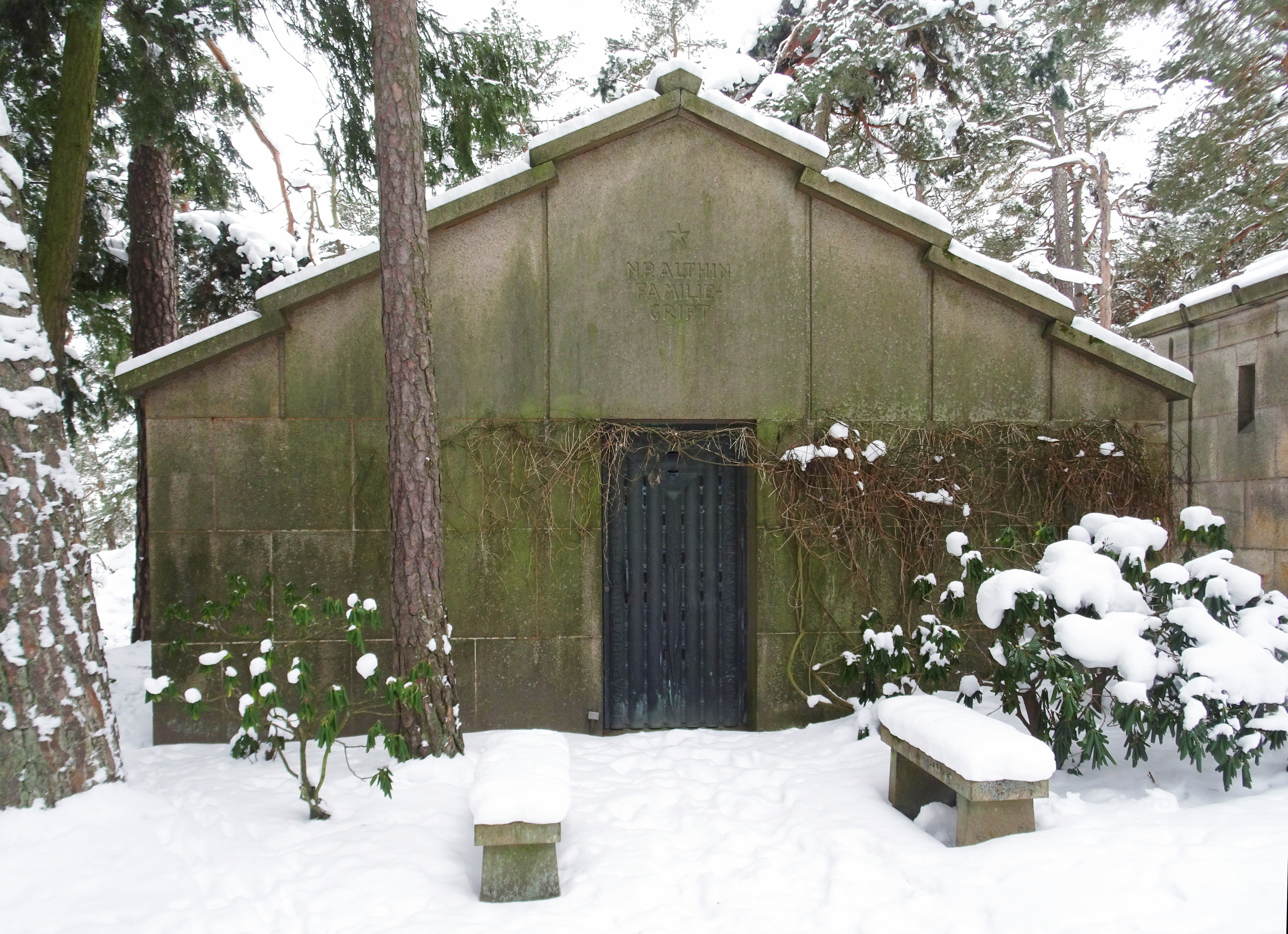
N.P. Althins gravkor på Norra begravningsplatsen.